# منطقة كاكاوند

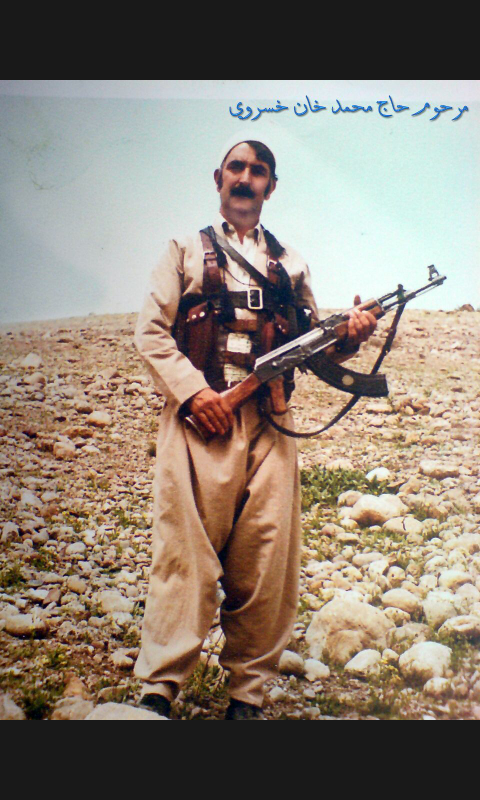

 منطقة كاكاوند (بالفارسية: بخش کاکاوند) هي منطقة ريفية في مقاطعة دلفان، محافظة لرستان، إيران. ففي إحصاء عام 2006، كان عدد سكانها 23,598 في 4,574 أسرة. تنقسمُ  المنطقة إلى أربعة مناطق ريفية؛  قسم كاكاوند الشرقي الريفي (مقاطعة دلفان)، قسم كاكاوند الغربي الريفي (مقاطعة  دلفان)، قسم ايتيوند الجنوبي الريفي (مقاطعة دلفان) وقسم ايتيوند الشمالي الريفي (مقاطعة دلفان) .